# 도덕과 입법의 원리 서설
⟪도덕과 입법의 원리 서설⟫(An Introduction to the Principles of Morals and Legislation)은 영국의 철학자 제러미 벤담이 1789년에 출판한 책이다. 이 책은 공리의 원리와 그에 의하여 '최대 다수의 최대 행복'을 실현하기 위한 입법의 과학과 기술을 논한 글인데 서문과 본론 17장으로 되어 있다.
벤담에 의하면 자연은 여태까지 인간을 두 사람의 군주, 즉 고통과 쾌락의 지배하에 두어 왔다. 이 군주들은 우리가 행하는 일체의 사항에 있어서 우리를 지배한다. 공리의 원리란 이러한 예속을 명백하게 인정하고 이성과 법률의 손으로 행복의 조직을 확립할 것을 목적으로 하는 체계의 기초가 되는 것이다. 그런데 인간과 사회에서 선이란 쾌락을 촉진하고 악이란 고통을 가하는 일이다. 따라서 개인의 행위에 대한 선악이나 정부의 행위에 대한 선악도 모두가 이 공리의 원리에 따라서 측정해야 한다. 
다음으로 이 쾌락과 고통은 양적으로 측정이 가능한 것이며 사회 이익의 총화는 사회를 구성하고 있는 성원 개개인의 쾌락의 총화라는 것이다. 이 사회에서 쾌락을 촉진하고 고통을 감소시키는 중요한 작용을 하는 것은 법에 의한 제재이다. 따라서 어떠한 입법을 하는가는 개인의 행복과 사회의 이익을 촉진하는 열쇠가 되기 때문에 대단히 중요하다고 한다. 이것은 벤담의 입법 정책론과 보다 훌륭한 입법을 보장하기 위한 실천적 의회개혁운동과 결부되어 19세기 전반 영국의 민주화에 공헌을 했다.